# サーフ・ライド
『サーフ・ライド』（Surf Ride）は、サクソフォーン奏者アート・ペッパーの、1952年から1954年にかけてのセッションをフィーチャーしたアルバムで、オリジナル盤は1956年にサヴォイ・レコードから12インチLPとしてリリースされた。
音源は、もともとディスカバリー・レコードから出ていた10インチLP2枚の内容を編集したもので、ペッパーにとっては最初の12インチLPであった。

## 評価
| 専門評論家によるレビュー | 専門評論家によるレビュー |
| レビュー・スコア         | レビュー・スコア         |
| 出典                     | 評価                     |
| ------------------------ | ------------------------ |
| Allmusic                 | [ 4 ]                    |

オールミュージックのレビューでスコット・ヤナウは、「このサヴォイ盤のLPに収められた音楽は非常に素晴らしいが、パッケージには足りないところがある。... ペッパーの出来が一貫して素晴らしいだけに、いささか場当たり的なところがある曲のかき集め方は残念だ」と述べている。

## 収録曲
特記のない曲は、すべてアート・ペッパーによる作曲。
1. ティックル・トゥ - "Tickle Toe" (レスター・ヤング) - 2:55
2. チリ・ペッパー - "Chili Pepper" - 3:00
3. スージー・ザ・プードル - "Susie the Poodle" - 3:14
4. ブラウン・ゴールド - "Brown Gold" - 2:26
5. ホリディ・フライト - "Holiday Flight" - 3:12
6. サーフ・ライド - "Surf Ride" - 2:54
7. ストレード・ライフ - "Straight Life" - 2:52
8. シナモン - "Cinnamon" - 3:11
9. タイム・タイム - "Thyme Time" - 3:30
10. ザ・ウェイ・ユー・ルック・トゥナイト - "The Way You Look Tonight" (ドロシー・フィールズ（英語版）、ジェローム・カーン) - 3:48
11. ナツメグ - "Nutmeg" - 3:15
12. アーツ・オレガーノ - "Art's Oregano" - 3:08

- カリフォルニア州ロサンゼルスにて、1952年3月4日（トラック4-6）、1953年3月29日（トラック1-3）、1954年8月25日（トラック7-12）に録音。

後年のCDでは、曲順が変更されていることがある。

## パーソネル
- アート・ペッパー - アルト・サクソフォーン
- ジャック・モンテローズ - テナー・サクソフォーン（トラック7-12）
- ラス・フリーマン（トラック1-3）、ハンプトン・ホーズ（トラック4-6）、クロード・ウィリアムソン（英語版）（トラック7-12） - ピアノ
- Bob Whitlock（トラック1-3）、ジョー・モンドラゴン（英語版）（トラック4-6）、モンティ・バドウィッグ（英語版）（トラック7-12） - ベース
- Bobby White（トラック1-3）、ラリー・バンカー（英語版）（トラック4-12） - ドラムス